# Gare d'Onomachi
La gare d'Onomachi (小野町駅, Onomachi-eki) est une gare ferroviaire localisée dans la ville d'Ono, dans la préfecture de Hyōgo, au Japon. La gare est exploitée par la compagnie JR West, sur la ligne Kakogawa.

## Disposition des quais
La gare d'Onomachi est une gare disposant d'un quai et d'une voie.
| N° de voie | Ligne      | Direction                |
| ---------- | ---------- | ------------------------ |
| 1          | ▆ Kakogawa | Ao/Nishiwakishi/Kakogawa |

## Gares/Stations adjacentes
| JR West            |                   |                   |                   |                    |
| Direction Kakogawa | Ligne de Kakogawa | Ligne de Kakogawa | Ligne de Kakogawa | Direction Tanikawa |
| Ichiba             |                   | Local 普通        |                   | Ao                 |